# Charles in Charge
Charles in Charge är en amerikansk situationskomedi-TV-serie med Scott Baio som Charles, en 19-årig student vid fiktiva Copeland College i New Jersey, som är inneboende barnflicka i utbyte mot mat och husrum. Baio regisserade många avsnitt, under hans fullständiga namn Scott Vincent Baio.
Serien sändes först i CBS under perioden 3 oktober 1984 till 3 april 1985, då den avbröts på grund av problem i Nielsen ratings. Serien sändes mera framgångsrikt i syndikering mellan 3 januari 1987 och 10 november 1990. 126 avsnitt sändes totalt. Serien producerades av Al Burton Productions och Scholastic Productions in association with Universal Television.

## Handling
Charles arbetar först för familjen Pembroke: med fru Jill, maken Stan, och deras tre barn: Lila, Douglas, och Jason. 
Då serien slutade sändas i CBS, och började visas i syndikering 1987, förklaras i historien att familjen Pembrokes hyrde huset i andra hand och flyttade till Seattle, och in flyttade i stället familjen Powells, så att Charles kunde bo på första våningen igen. Denna gång bestod familjen av morfar Walter, mamma Ellen (vars make tjänstgjorde i USA:s flotta och bara kunde besöka familjen ibland), samt de tre barnen: Jamie, Sarah, och Adam.

## Skådespelare
| Skådespelare       | Roll                     |
| ------------------ | ------------------------ |
| Scott Baio         | Charles                  |
| Willie Aames       | Buddence "Buddy" Lembeck |
| 1984–1985          |                          |
| Jennifer Runyon    | Gwendolyn Pierce         |
| James Widdoes      | Stan Pembroke            |
| Julie Cobb         | Jill Pembroke            |
| April Lerman       | Lila Pembroke            |
| Jonathan Ward      | Douglas Pembroke         |
| Michael Pearlman   | Jason Pembroke           |
| 1987–1990          |                          |
| James T. Callahan  | Walter Powell            |
| Sandra Kerns       | Ellen Powell             |
| Nicole Eggert      | Jamie Powell             |
| Josie Davis        | Sarah Powell             |
| Alexander Polinsky | Adam Powell              |
| Justin Whalin      | Anthony                  |
| Ellen Travolta     | Lillian                  |

De två sista säsongerna medverkar Sandra Kerns bara tre gånger (en gång under säsong 4 och två gånger under säsong 5).
Charles mor, Lillian, spelades av Ellen Travolta, John Travoltas syster. Hon spelade också hennes systrar (Charles faster), Sally och Vanessa. Hon hade tidigare spelat Chachi Arcolas mor, Scott Baio i Happy Days och Joanie Loves Chachi. Chachis riktiga namn var också Charles.
Nicole Eggert fortsatte med att spela Baywatch (1992–1994). Josie Davis deltog 1998 också i ett avsnitt av Baywatch. Både Charles in Charge och Baywatch var TV-serier som började i en kanal, och sedan flyttade till syndikering.

## Signaturmelodi
Signaturmelodin komponerades av David Kurtz, Michael Jacobs och Al Burton, och sjöngs av Shandi Sinnamon. Signaturmelodin var ursprunglig  den första säsongen, och remixad inför syndikeringssändningarna.

## DVD
Universal Studios Home Entertainment släppte säsong 1 på tre skivor som såldes tillsammans på DVD i Nordamerika den 14 februari 2006. På grund av svaga försäljningssiffror, gav Universal rätten att släppa återstående fyra säsonger till Arts Alliance America (som senare btte namn till Virgil Films & Entertainment) i mitten av 2007. Säsong 4 och 5 är inte allmänt tillgängliga, men bade släpptes i mitten av 2009 exklusivt på Amazon. Strax efter släppet av säsong 5, meddelade Amazon att säsongerna inte skulle levereras internationellt.
| DVD-namn                   | Antal avsnitt | Släpptdatum      |
| -------------------------- | ------------- | ---------------- |
| The Complete First Season  | 22            | 14 februari 2006 |
| The Complete Second Season | 26            | 20 november 2007 |
| The Complete Third Season  | 26            | 20 maj 2008      |
| The Complete Fourth Season | 26            | 24 mars 2009     |
| The Complete Fifth Season  | 26            | 28 juli 2009     |

### Fotnoter
1. ↑  ”Charles in Charge - The Complete First Season DVD Review”. Sitcoms Online. http://www.sitcomsonline.com/charlesinchargeseason1dvdreview.html. Läst 25 mars 2009.
2. ↑  ”Charles in Charge (TV Series) Overview”. Allmovie. http://www.allmovie.com/work/319778. Läst 25 mars 2009.
3. ↑  Where Does the 4th Season of the Scott Baio Series Currently Stand? Arkiverad 8 februari 2009 hämtat från the Wayback Machine. TVShowsOnDVD.com. 28 januari 2009.
4. ↑  Charles in Charge Season 4 Amazon.com. 7 mars 2009.
5. ↑  Charles in Charge Season 5 Amazon.com. 5 juni 2009
6. ↑  Charles in Charge - The 5th and Final Season is Available on DVD in July! Arkiverad 7 juni 2009 hämtat från the Wayback Machine. TVShowsOnDVD.com. 5 juni 2009